# Синдром Маллорі-Вейсса
Синдром Маллорі-Вейсса — це розриви слизової оболонки кардіального відділу шлунка або абдомінального відділу стравоходу, що виникають при непереборній рецидивуючій блювоті та спричинюють шлункову кровотечу.

## Етіологія
Найчастіше синдром виникає через зловживання спиртними напоями (50-83% хворих). Іншими причинами можуть бути переїдання, різноманітні хвороби травного тракту, важкий кашель. Причина виникнення лишається нез'ясованою орієнтовно у 8% пацієнтів.

## Класифікація
За глибиною розриву розрізняють три ступені:
- I ступінь — розрив лише слизової оболонки;
- II ступінь — розрив дістає до м'язового шару, утворюються видимі на око субсерозні гематоми;
- III ступінь — розрив усіх шарів стінки стравохідно-кардіальної зони, настання перитоніту.

## Лікування
Лікування здебільшого консервативне. Виконують ендоскопічний гемостаз і профілактику рецидиву кровотечі, здійснюють інфузійну і медикаментозну терапію для корекції крововтрати, проводять системну гемостатичну терапію, пригнічують шлункову секрецію, а також виконують корекцію основної та супутньої патології. Якщо консервативне лікування не допомагає, то проводять екстрену операцію (рекомендовано високу гастротомію з висіченням країв розриву, після чого зшивання утвореного дефекту слизової оболонки).